# Кисточковая танагра
Кисточковая танагра (лат. Eucometis penicillata) — вид птиц из семейства танагровых. Единственный представитель одноимённого рода Eucometis. Обитает в Центральной и Южной Америке. Выделяют семь подвидов.

## Описание
Длина тела 17—18 см. Половой диморфизм не выражен. Голова и шея серые, на голове беловатый чуб. Спина, крылья и хвост оливково-зелёные. Грудь, живот и нижние покровные перья хвоста ярко-жёлтые. Глаза тёмно-карие, клюв чёрный, лапы жёлтые.

## Биология
Обитают в нижнем ярусе влажных равнинных тропических лесов, на болотах и в галерейних лесах. Встречаются парами, на высоте до 600 м над уровнем моря. Иногда присоединяются к смешанным стайкам птиц. Питаются преимущественно насекомыми.

## Подвиды и распространение
Выделяют семь подвидов:
- E. p. pallida  Berlepsch, 1888 — от юга Мексики до Гондураса
- E. p. spodocephalus  (Bonaparte, 1853) — Никарагуа и север Коста-Рики
- E. p. stictothorax  Berlepsch, 1888 — от запада Коста-Рики до запада Панамы
- E. p. cristata  (Du Bus de Gisignies, 1855) — восток Панамы, север Колумбии и север-запад Венесуэлы
- E. p. affinis Berlepsch, 1888 — север Венесуэлы
- E. p. penicillata  (Spix, 1825) — юго-восток Колумбии, восток Эквадора и восток Перу и север Бразилии
- E. p. albicollis  (d'Orbigny & Lafresnaye, 1837) — от Боливии и Парагвая через центральную Бразилию